# Escuela Central de Educación Física
La Escuela Central de Educación Física (ECEF) de España es el centro de formación militar del Ejército de Tierra dedicado a la  enseñanza de actividades físicas y deportivas de oficiales y suboficiales del Ejército. 
Fue creada con esta denominación el 29 de diciembre de 1919 por el ministro de la Guerra José Villalba Riquelme , como organismo autónomo del entonces Ministerio de la Guerra, iniciando cursos de Profesor de Educación Física al año siguiente. Entre 1920 y 1936 fue  denominada Escuela Central de Gimnasia, recuperando su denominación original en 1939, al finalizar la Guerra Civil. Desde su apertura, la Escuela estuvo muy influida por las doctrinas y técnicas de la llamada Escuela Sueca de gimnasia, aunque paralelamente desarrolló una importante labor de difusión del deporte, tanto en el Ejército como en la vida civil, a través de numerosas publicaciones divulgativas. 
Durante el primer tercio de siglo y hasta unos años después de la Guerra Civil, la Escuela impartió numerosos cursos de formación de Profesores de Educación Física, tanto militares como civiles. Tras la aprobación de la Ley 13/1980 de Cultura Física y del Deporte, la Escuela únicamente imparte formación castrense. Durante los últimos años ha adaptado sus planes de estudio al sistema universitario europeo determinado por el llamado Proceso de Bolonia. Entre sus actividades destaca el Curso de Profesor de Educación Física, que engloba formación teórica y práctica con asignaturas en las que se imparte teoría del entrenamiento, anatomía y fisiología, biomecánica, pedagogía, psicología, esgrima, tiro con arma corta y larga, combate cuerpo a cuerpo e intervención no letal.
Desde hace algunos años, la Escuela ha perdido su autonomía original, estando actualmente (2018) encuadrada en la Escuela de Guerra del Ejército, aunque en las instalaciones de la Academia de Infantería de Toledo.